# Sariola
サリオラ（SARIOLA）は、ドイツのゴシックメタル・バンド。結成地はドイツ・ノルトライン＝ヴェストファーレン州・Rhine-Ruhrであるが、メンバーはドイツ人だけでなく、旧ソ連構成国出身のメンバーが多い。

## 歴史
エムペロル・コニとアナグノリシスを中心に2005年にドイツで結成。2006年にアルバム『Sphere of Thousand Sunsets』でデビュー。しかしバンドのボーカリスト、スィレニア・ティルヴェニスが2007年に脱退してしまう。その後、ローレライ・フォン・ラインが新しいリード・シンガーとしてサリオラに加わったのは2008年初頭のことであった。

## ラインナップ
- ローレライ・フォン・ライン Loreley von Rhein - ボーカル

ロシア出身
- アナグノリシス Andrew "Anagnorisis" Paschchenko - ギター

ウクライナ出身
- エムペロル・コニ E.Konny - ギター

ロシア出身
- モルガナ・ロ・フェイ Morgan Le Faye - キーボード

ロシア出身
- アブラズ Ablaz - ベース

ドイツ出身
- ファーロック Farrokh - ドラムス

ドイツ出身

### 旧メンバー
- スィレニア・ティルヴェニス Silenia Tyrvenis - ボーカル

ドイツ出身
- アリサ Alisa - ボーカル

ウズベキスタン出身
- キラ Kira - ボーカル

ドイツ出身
- モルビド Sergey "Morbid" Polyanin - ドラムス

ウクライナ出身

## ディスコグラフィ
- The Sphere of Thousand Sunsets (Demo) (2006年)
- Sphere of Thousand Sunsets（2006年）
- Deathfrozen Silence (Demo) (2009年)